# کوه آدوادو
کوه آدوادو (به لاتین: Mount Aduadu) یک کوه در غنا است که در Hohoe Municipal District واقع شده‌است. کوه آدوادو ۷۴۶ متر بالاتر از سطح دریا واقع شده‌است.